# سانت‌آندرا دل جاریلیانو
سانت‌آندرا دل جاریلیانو (به ایتالیایی: Sant'Andrea del Garigliano) یک کومونه در ایتالیا است که در استان فروزینونه واقع شده‌است. سانت‌آندرا دل جاریلیانو ۱۶٫۹ کیلومتر مربع مساحت و ۱٬۶۰۱ نفر جمعیت دارد و ۱۷۶ متر بالاتر از سطح دریا واقع شده‌است.